# André Olbrich
André Olbrich (né le 3 mai 1967 à Düsseldorf, Allemagne) est le guitariste du  groupe allemand de power metal Blind Guardian. Avec le chanteur Hansi Kürsch, qu'il connaît depuis l'enfance, André est le fondateur et le principal compositeur du groupe.